# توبوليف إيه إن تي-14
توبوليف إيه إن تي-14 برافدا طائرة سوفيتية، كانت بمثابة حاملة الراية في سرب الدعاية السوفيتية. وقد اعتبرت أول طائرة تصنع بكاملها المعادن في روسيا، مع هيكل صلب مقاوم للتآكل.

## المشغلون
الاتحاد السوفيتي

## المواصفات
البيانات من Illustrated Encyclopedia of Propeller Airliners
الخصائص العامة
- الطاقم: ثلاثة
- السعة: 36 راكبا
- الطول: 26.49 m (86 ft 11 in)
- باع الجناح: 40.4 m (132 ft 6.5 in)
- الارتفاع: 5.4 m (17 ft 8.5 in)
- مساحة الجناح : 240 m² (2,583 ft²)
- الوزن فارغة: 10,650 kg (23,480 lb)
- وزن الإقلاع الأقصى: 17,146 kg (37,800 lb)
- محرك الطائرة: 5 × بريستول جوبيتر محرك شعاعي, 358 kW (480 hp)  الواحد
- مراوح: مروحي بشفرتين خشبية propeller

الأداء
- السرعة القصوى: 236 km (147 mph)
- سرعة العبور: 195 km/h (121 mph)
- مدى (طائرة): 900 km (559 mi)
- سقف الخدمة: 4,220 m (13,845 ft)